# 다야나라 토레스
다야나라 토레스(Dayanara Torres, 1974년 10월 28일 ~ )는 푸에르토리코의 배우, 가수, 모델, 미인 대회 우승자이다. 미스 인터내셔널 푸에르토리코 1993, 미스 푸에르토리코 1993, 미스 유니버스 1993 우승자이다.